# 馬上役
馬上役（むまのかみやく/ばじょうやく）は、中世日本の祇園社・日吉社・稲荷社などの神社の祭礼に置かれた頭役。中世には「むまのかみやく」と称されていたが、今日では「ばじょうやく」と通称されることが多い。

## 概要
平安時代末期より、馬を率いる馬長を務める者が馬上役として頭役を務めるとともに経済的な負担を行った。祇園会では洛中の富豪の中から馬上役が選ばれ、祭りの中心が山鉾に移った鎌倉時代中期以後も重要な役割を果たした。また、馬上役にかかる負担を在地に転嫁することが行われる場合もあった。室町幕府より武家役として馬上役として課される例もあった。